# 竹井美咲
竹井 美咲（たけい みさき、1984年9月27日 - ）は日本の元タレントである。

## 人物・来歴
- 東京都出身。
- オフィス・トゥー・ワンに所属していた。
- 血液型はA型。
- 慶應義塾女子高等学校を経て慶應義塾大学法学部卒業。
- 愛称は「ミサキング」。
- 2003年11月に『王様のブランチ』のリポーターとしてTVデビュー。
- 2004年11月からは番組内コーナー「夜遊び番長が行く!」の“ミサキング”として活躍。
- 2005年10月にブランチを卒業。
- ブランチメンバーで特に仲が良いのは細野由華と同期の白石みきで、特に白石とは今でも交流を持っている。
- 現在はフジテレビジョン総合職として勤務。

## 主な出演作品

### テレビ
- 王様のブランチ（TBS） 2003年11月 - 2005年10月
- 王様のお夜食（TBS） 2003年11月 - 2004年10月
- 所さん&おすぎの偉大なるトホホ人物伝（テレビ東京） 2005年4月 - 9月

### CM
- リクルート
- NTTDoCoMo関西
- NTTDoCoMo四国
- ロッテ
- ミツカン